# Zastava Guama
Zastava Guama je službeno usvojena 9. veljače 1948. Zastava je plave boje s crvenim obrubom. U sredini nalazi se grb Guama; plaža Agana Bay s natpisom GUAM. 